# De anima

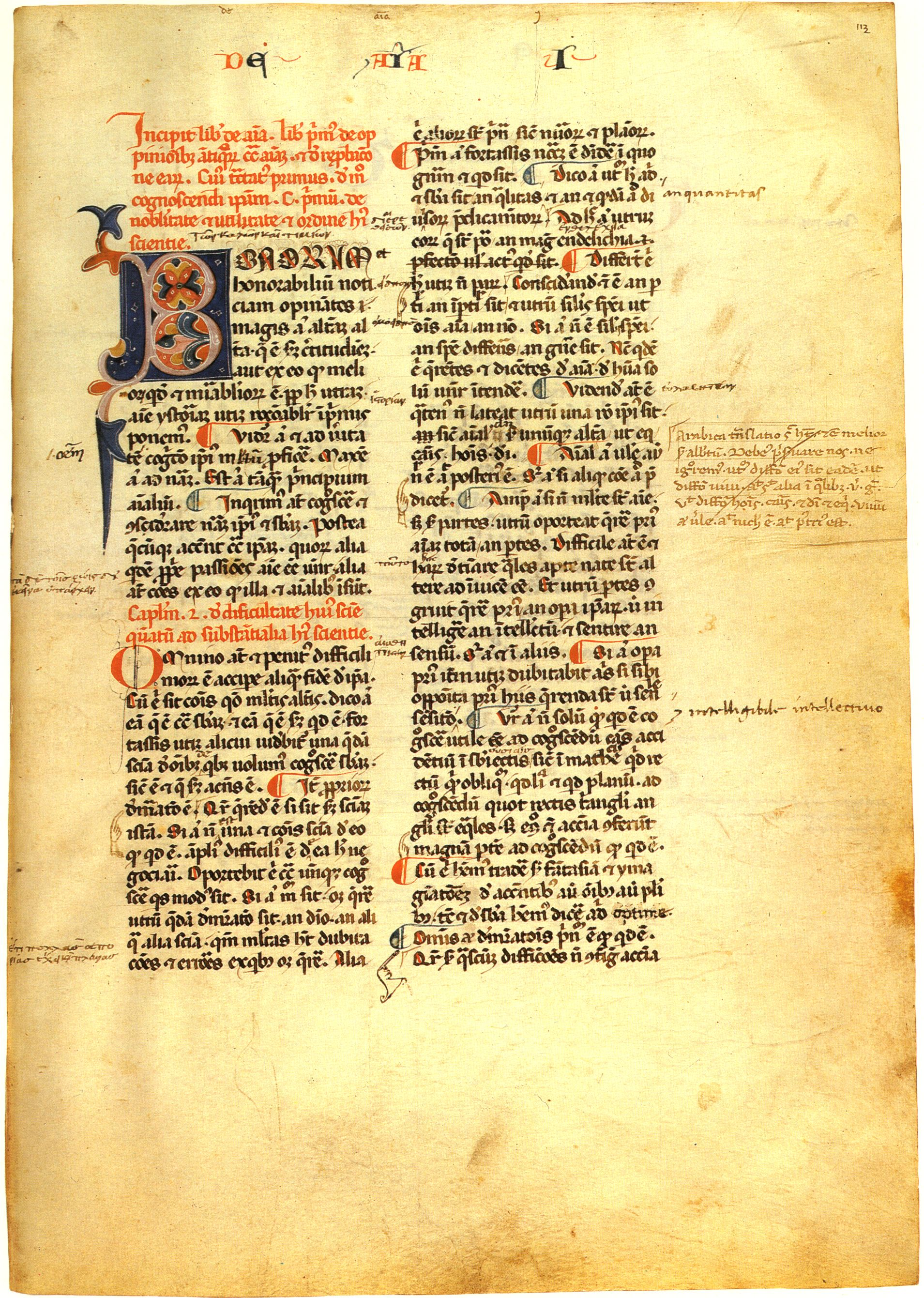
De anima в латинському перекладі Вільгельма фон Мербеке. Римський рукопис, Biblioteca Apostolica Vaticana, Vaticanus Palatinus lat. 1033, fol. 113r (початок 14 століття)

De anima (лат.; дав.-гр. Περὶ ψυχῆς Perí psychḗs, укр. «Про душу») — це трактат Арістотеля. В ньому розглядається душа як сутність, яка робить можливим приписування природному тілу характеристики «живий». Трактат складається з трьох книг. Це перша відома праця античності, яка спеціально розглядає тему душі. В ній висвітлюються питання теорії пізнання, філософії свідомості, філософської психології та теорії дії.

## Зміст
У вступі до першої книги Арістотель підкреслює, що «одна з найважчих речей» — отримати достовірні знання про душу, але це ціль, яка варта того, як через велику важливість цієї теми, так і через знання, які можна отримати. Далі він формулює питання, які він має намір розглянути: чи слід розглядати душу як окрему річ (як «щось визначене»), як якість, чи кількість; чи вона подільна, чи неподільна; чи вона проста (однорідна), чи складена; чи потрібні різні визначення для душ різних видів живих істот; чи має душа власні процеси, які не притаманні всьому іншому в організмі і, отже, може існувати самостійно.
Потім Арістотель звертається до раніших філософів, зокрема до досократиків і Платона. При цьому він вказує, що «душа» досі розглядалася як причина існування життя, сприйняття та саморуху живих істот. Він описує погляди своїх попередників і перевіряє їх на обґрунтованість, приходячи до таких негативних висновків: душу не можна визначити ні як щось самобутнє, ні як щось, що має власний цикл, ні як щось, що має гармонію або число; душа не може бути охарактеризованою якимось об'єктом, що займає простір.

### Визначення душі
В другій та третій книзі Арістотель розкриває свою власну теорію душі. Він визначає душу як Ентелехію (акт, реальність, завершеність) природного, «органічного» тіла, яке потенційно має можливість жити. Термін «органічний» (від órganon, «інструмент») зазвичай перекладається як «оснащений органами», але його значення скоріше «як служити інструментом». Заява, що тіло потенційно має здатність до життя, означає, що воно придатне до оживлення; отже, душа може фактично здійснити його оживлення. Душа — це не самостійна сутність, що існує незалежно від тіла, а скоріше його форма. Таким чином, вона не може відокремитися від тіла. Душа залежить від тіла, як зір від очей. Таким чином, Арістотель суперечить думці Платона, що душа може існувати самостійно. Згідно зі своїм телеологічним підходом він розглядає душу як первинну причину тіла.

### Здібності душі
Арістотель розрізняє різні здібності душі, які включають в себе харчування, пересування, сприйняття та розум (нус). Душа є життєвим принципом усіх живих істот — рослин, тварин, людей. Різні душі мають різні здібності, і на основі них Арістотель класифікує всі живі істоти. Рослини мають вегетативну здатність, яка відповідає за розмноження, ріст і обмін речовин. Усі тварини також мають чутливість, здатність відчувати, хоча деякі мають лише відчуття дотику, єдине відчуття має кожна тварина. Відчуття дотику вже породжує відмінність між приємним і неприємним і, таким чином, бажання, тобто живі емоції. Крім того, більшість тварин можуть пересуватися самостійно. За Арістотелем, лише люди мають можливість мислення як інтелектуальну здатність, яка може бути реалізована лише на останній із трьох фаз розумового розвитку — по суті, людській фазі. Для подальшого з'ясування зв'язків філософ детально досліджує органи та функції окремих органів чуття.

### Епістемологія
Необхідною умовою для розуму, який породжує пізнання, є здатність до уявлення (phantasía), чия дія визначається як рух, який породжується внаслідок сприйняття. До цього додається «здатність до прагнення» (orexis). Щоб розум був дійсно необхідним, а не лише можливим, тобто явно проявлявся і призводив до пізнання, потрібно мати активний і пасивний принципи розуму. Пасивний («сприймальний») або можливий (потенційний) розум (nous pathētikós, латинською intellectus possibilis) позначає здатність уяви надавати розуму чуттєві враження для мисленнєвого дослідження. Активний (або дійсний, ефективний) розум (nous poiētikós, латинською intellectus agens) може абстрагуватися, робити висновки і формувати думки. Пасивний розум передається біологічно, активний приходить «ззовні» в людину. Душа, а отже і пасивний розум, є мимовільною, вона вмирає разом з тілом. Активний розум Арістотель вважає невмирущим; але під цим він не має на увазі — на відміну, наприклад, від християнського вчення про душу — безсмертя окремих осіб.
Для Арістотеля форми, які сприймає інтелект, у тому числі й абстрактні математичні, існують лише в предметах, що сприймаються чуттями. Таким чином, вони не знаходяться в самостійному світі ідей, який, за припущенням Платона, безпосередньо доступний душі.Тому процес мислення відбувається лише через уявлення, які походять від чуттєвого сприйняття. Без чуттєвого сприйняття не існувало б жодного досвіду, і не можна було б нічого зрозуміти. Цей фундаментальний висновок був пізніше сформульований у латинській фразі Nihil est in intellectu, quod non prius in sensu («Нічого немає у розумі, що не було б перед цим у відчутті»). Ще одне відоме твердження Арістотеля звучить так: людський розум не має вроджених знань, але на початку життя він подібний до чистої дошки (лат. tabula rasa), на якій можна писати що завгодно. У цьому сенсі можна сказати, що інтелект може «стати чим завгодно». Він може пізнати себе тільки непрямо, як побічний ефект акту пізнання, спрямованого на зовнішній об'єкт.

## Прийняття
Близько 200 року нашої ери перипатетик Олександр Афродизійський підхопив аристотелівську теорію душі і, зокрема, дотримувався точки зору, що душа є смертною, що пізніше викликало опозицію з боку християнських авторів. У 6 столітті неоплатонік Сімплікій написав коментар до «De anima», який отримав широке визнання в ранньому Новому часі. У цьому коментарі він намагався привести вчення Арістотеля у відповідність із неоплатонізмом.
У латиномовному світі середньовіччя «De anima» стало відомим лише завдяки латинському перекладу, який Яків Венеціанський здійснив не пізніше середини XII століття. Розгорнутий коментар з інтегрованим текстом «De anima» арабською мовою, який Аверроес написав у XII столітті, вже з 1230-х років був доступний вченим у латинському перекладі від Михаїла Скота. У період високої схоластики, який на той момент тільки починався, De anima була авторитетним підручником в університетах. Один із численних коментарів до нього написав Альберт Великий у 1254/1257 роках, а один з найвпливовіших — Тома Аквінський у 1267/1268 році на основі перекладу, закінченого Вільгельмом Мербеке в 1266/67 році. Томас підкреслює, що «intellectus agens» є не окремою субстанцією, а здатністью людської душі, яка разом з «intellectus possibilis» формує одну і ту ж субстанцію. Томістичний варіант арістотелівської теорії душі назавжди утвердився в католицькій церкві.
В арістотелізмі епохи Відродження тривала дискусія про розуміння De anima, яка проводилася і серед протестантських теологів. Мартін Лютер виступав проти схоластичної спроби довести узгодженість філософських і теологічних вчень і підкреслював, що в арістотелівському вченні душа є смертною.

## Видання та переклади
Авторитетне текстокритичне видання грецького оригіналу
- Вільям Девід Росс: Aristotelis De anima. Oxford University Press, Оксфорд 1956

Двомовні видання та переклади
- Томас Бухгайм (ред.): Арістотель: De anima — Про душу. Scientific Book Society, Darmstadt 2016, ISBN 978-3-534-26817-7 (грецький текст критичного видання Росса з перекладом, вступом і коментарем)
- Клаус Корцилій (перекладач): Арістотель: Про душу / De anima. Майнер, Гамбург 2017, ISBN 978-3-7873-2789-8 (грецький текст на основі видання Аврелія Ферстера зі списком відхилень від видання В. Д. Росса)
- Роберт Дрю Хікс (ред., пер.): Арістотель, De anima. З перекладом, вступом і примітками. Лондон 1907.
- Олоф Гігон (перекладач): Арістотель: Про небо, про душу, про поезію . Artemis, Zurich 1950 (тільки переклад)
- Гернот Крапінгер (ред.): Арістотель: De Anima. Про душу. Reclam, Stuttgart 2011, ISBN 978-3-15-018602-2 (грецький текст з перекладом)
- Горст Зайдль (ред.): Арістотель: Про душу . Майнер, Гамбург 1995, ISBN 3-7873-1381-8 (грецький текст на основі критичного видання Вільгельма Біля та Отто Апельта з перекладом і коментарем)
- Віллі Тейлер (перекл.): Арістотель, Про душу (= Арістотель, Твори в німецькому перекладі, том 13). Akademie-Verlag, Berlin 1959 (переклад і пояснення)

Пізньоантичний парафраз в арабській та перській традиції
- Рюдігер Арнзен: De Anima Арістотеля. Втрачений пізній античний парафраз в арабській та перській традиції. Текст арабською мовою, коментарі, джерелознавчі дослідження та глосарії. Brill, Leiden 1998 (Aristoteles Semitico-Latinus[de], 9), онлайн. (Публікація дис. Бохум 1994).

## Веб-посилання
- Christopher Shields. Aristotle's Psychology. У Zalta, Edward N. (ред.). Stanford Encyclopedia of Philosophy.
- De anima
- De anima el.wikisource.org)
- Commentum Johannis Philoponis (лат.)